# Pérgola

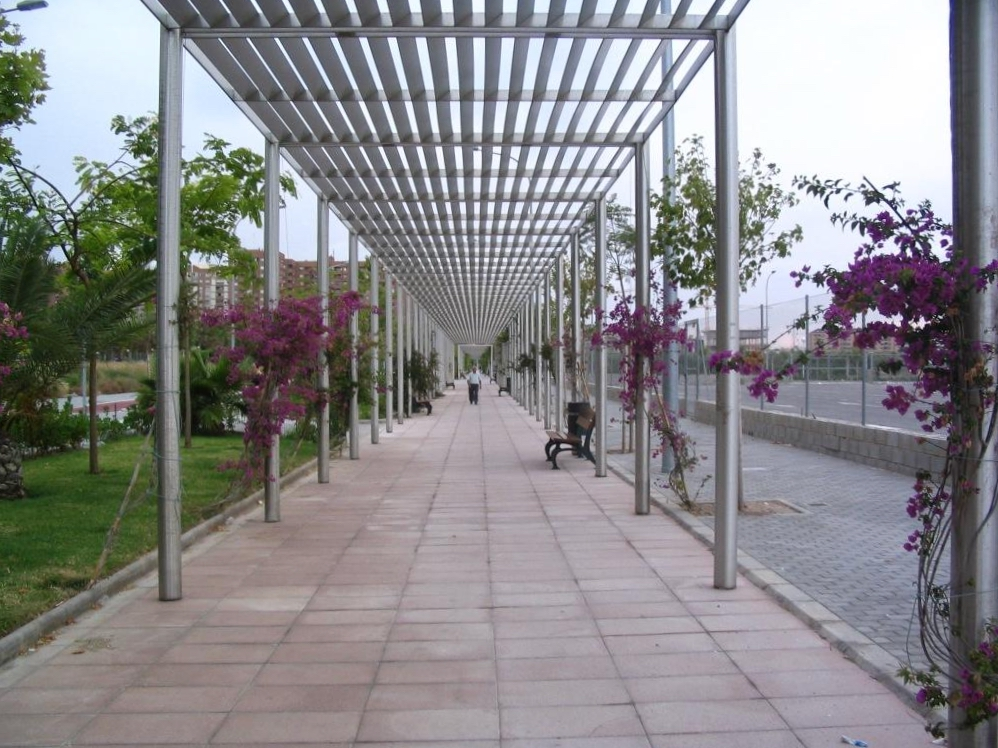
Pérgola metálica recién instalada formada por pilares cilíndricos y listones planos como techumbre. Las plantas trepadoras, aún jóvenes, con el tiempo cubrirán la estructura y aumentarán la superficie de sombra. El pavimento poroso bajo la estructura, tradicional en climas cálidos, permite el acúmulo y posterior evaporación de agua refrescando el paseo.

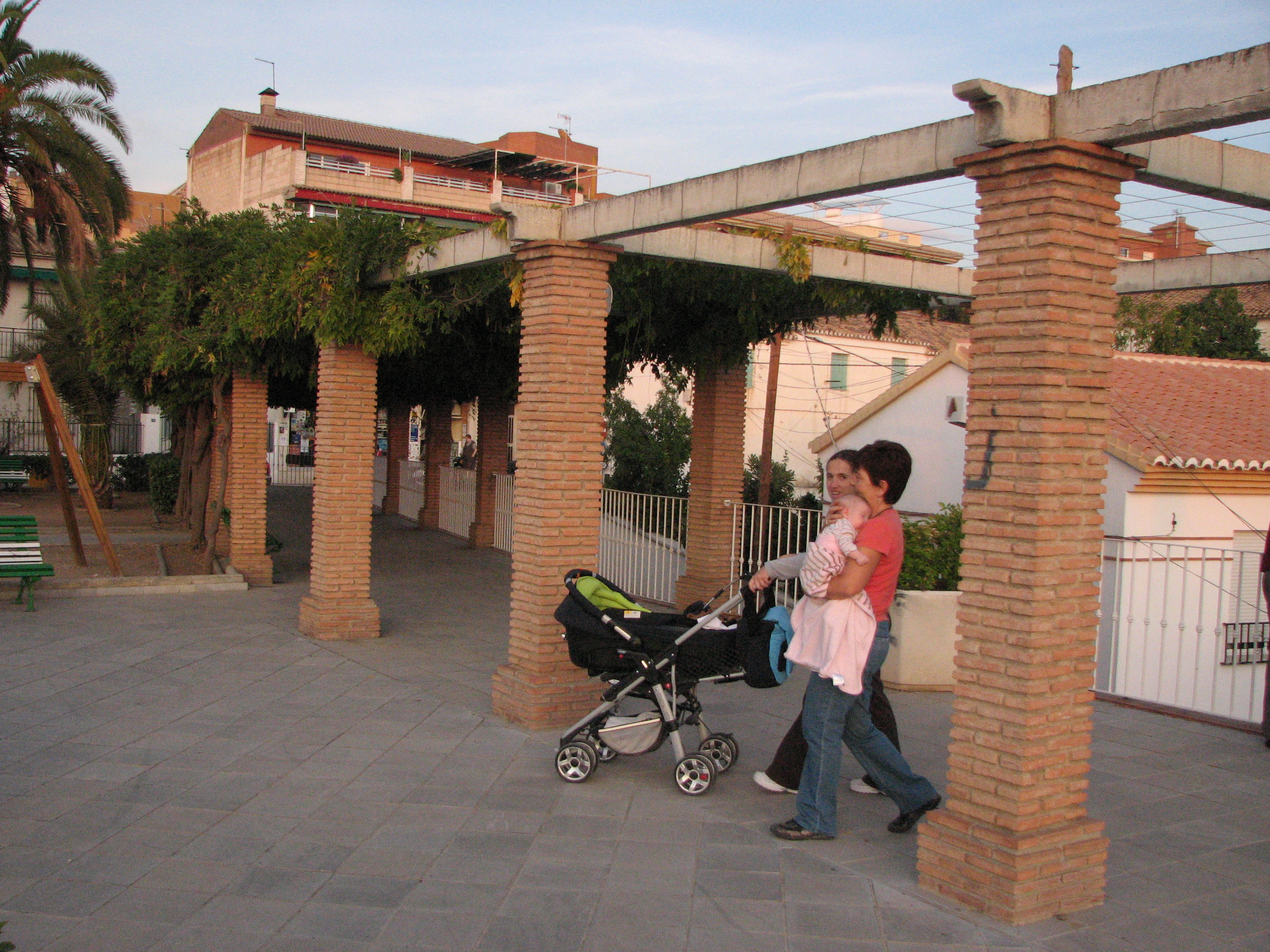
Pérgola realizada en obra: con postes de ladrillo árabe y vigas de hormigón. Tiene únicamente las vigas principales: aquellas ubicadas entre poste y poste. Una estructura de cableado de acero da soporte entre viga y viga a la vegetación.

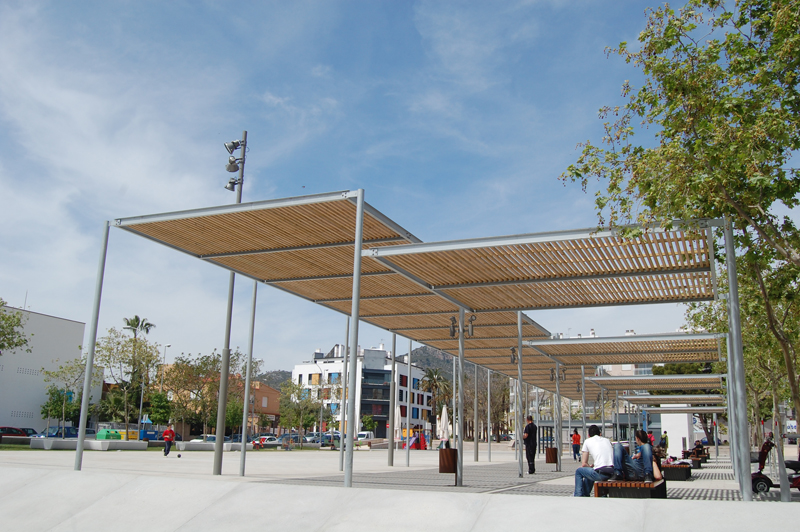
Pérgola en Plaza de les Corts, Benicassim

Una pérgola es un elemento arquitectónico y estructural, conformado por un corredor flanqueado por columnas verticales (denominadas pilares) que soportan vigas longitudinales (durmientes) que unen las columnas de cada lado, y otras transversales apoyadas en las anteriores (cabios) a una altura igual o superior uniendo ambos lados y que conforman un enrejado abierto, donde usualmente se desarrollan plantas trepadoras. La pérgola puede ser independiente o adosada a un edificio u otra estructura, en cuyo caso suelen eliminarse los pilares y sujetarse las durmientes de dicho lado a la estructura ya existente. El uso más común es la protección de zonas de paso de una zona ajardinada, pero pueden también formar parte de un edificio o una casa como protección de zonas peatonales.
La palabra pérgola proviene del término del latín pergula, que significa ‘balcón’. El término ya era utilizado en italiano en torno a 1645 y en inglés en 1675.
Las pérgolas pueden enlazar pabellones, pueden hacer de marquesinas en las puertas de los edificios hacia zonas ajardinadas como terrazas o piscinas, y pueden ser estructuras completamente autónomas que proporcionan sombra y refugio a lo largo de un camino. 
Las pérgolas son elementos arquitectónicos de mayor longevidad que los túneles verdes de los jardines de la Edad Media y principios del Renacimiento, los cuales estaban a menudo formados por brotes jóvenes y flexibles de sauces o avellanos unidos por la cabeza para formar una serie de arcos, sobre los que se tejían unos listones longitudinales, donde se desarrollaban las plantas trepadoras para hacer un paseo fresco, sombreado y moderadamente seco.
En Villa La Petraia los segmentos curvados interiores y exteriores de los paseos verdes, precursores de las actuales pérgolas, formaban una estructura que podía ser vista desde una terraza situada más arriba y proporcionaban algo de intimidad al hogar ofreciendo una visión frondosa de un huerto enclavado que evocaba el Jardín del Edén
La artificialidad tan natural de las pérgolas las convirtió en uno de los elementos favoritos de los jardines naturalistas de estilo inglés de los siglos XVIII y XIX. Algunas de las pérgolas más bellas fueron realizadas con pilares de ladrillo y piedra y rígidos travesaños como elementos característicos de los jardines diseñados por Sir Edwin Lutyens y Gertrude Jekyll, convirtiendo estas estructuras firmes y lujosamente plantadas en firma de sus diseños.

## Galería

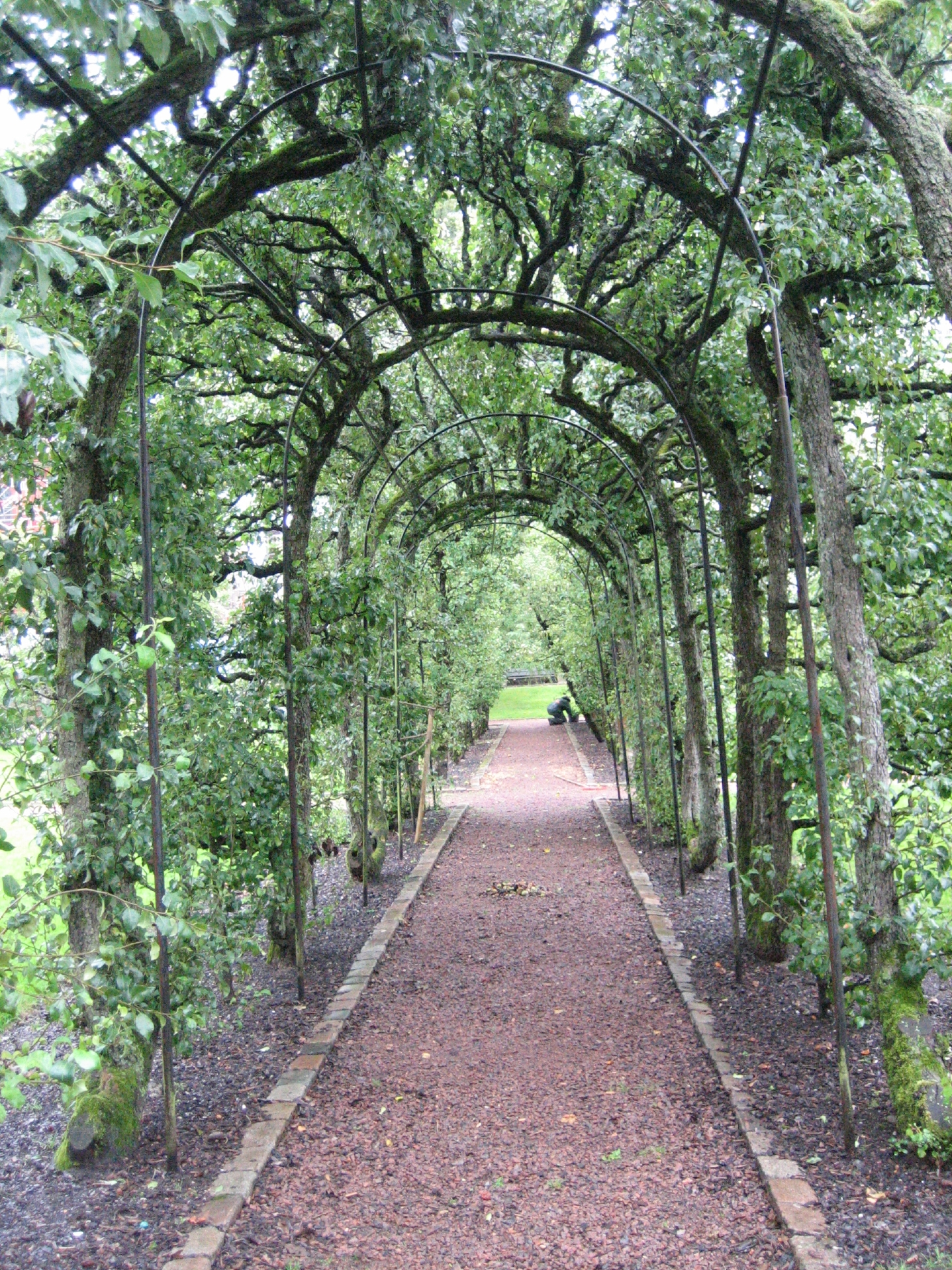
Pérgola en el exterior de un edificio de la Universidad de Gotemburgo.
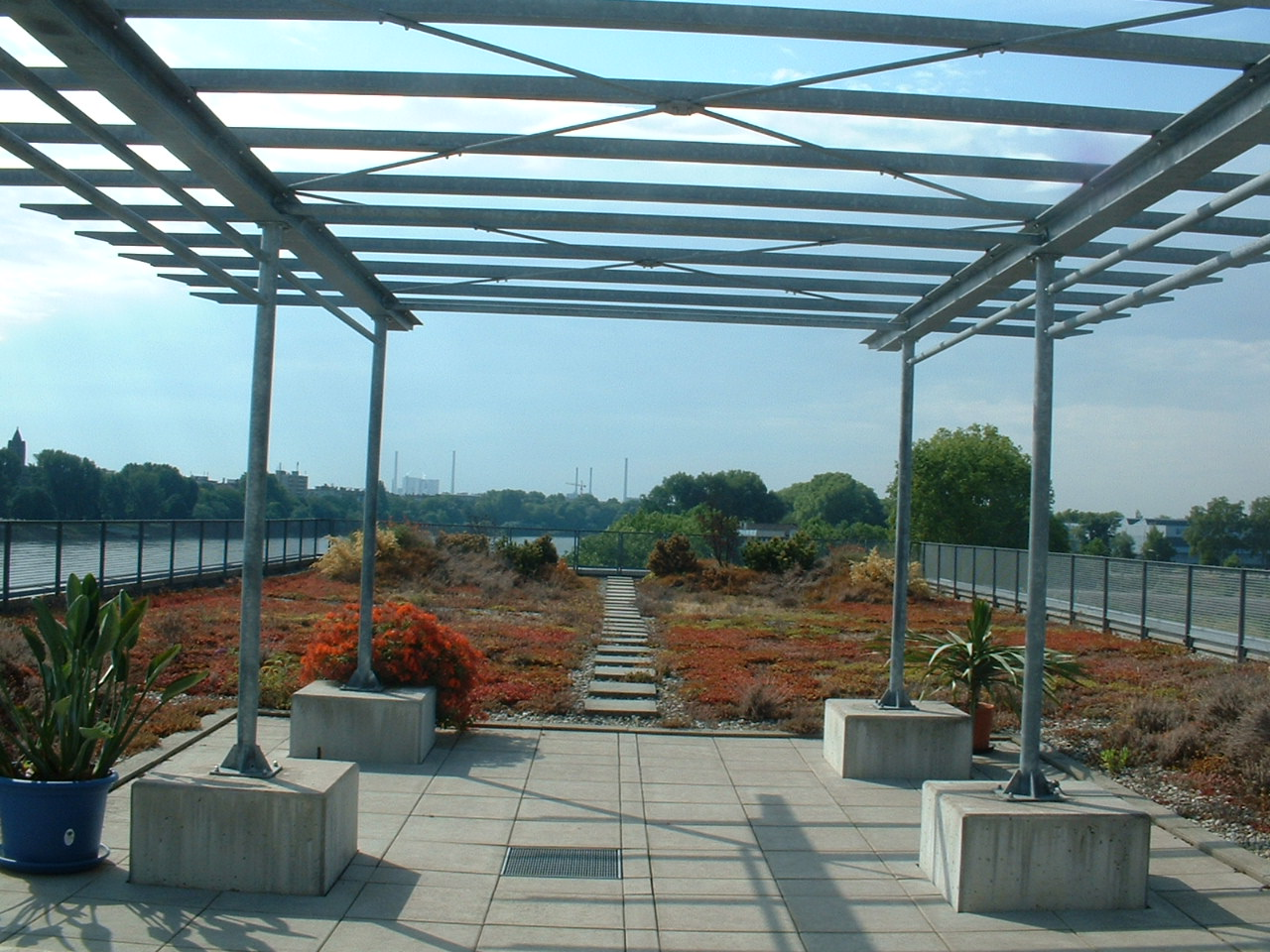
Pérgola de metal galvanizado.
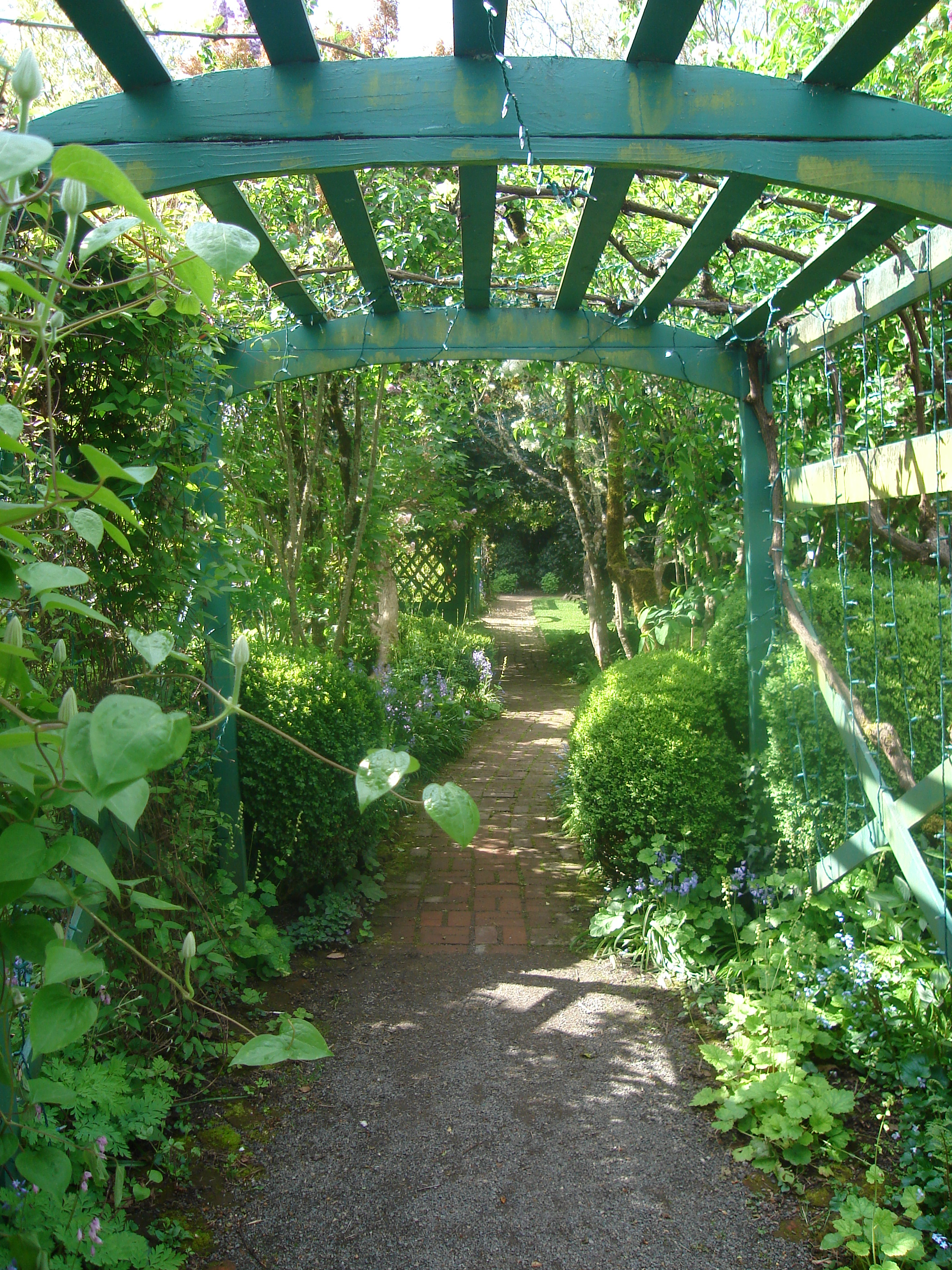
Pérgola de madera en un jardín de Oregón (EUA).
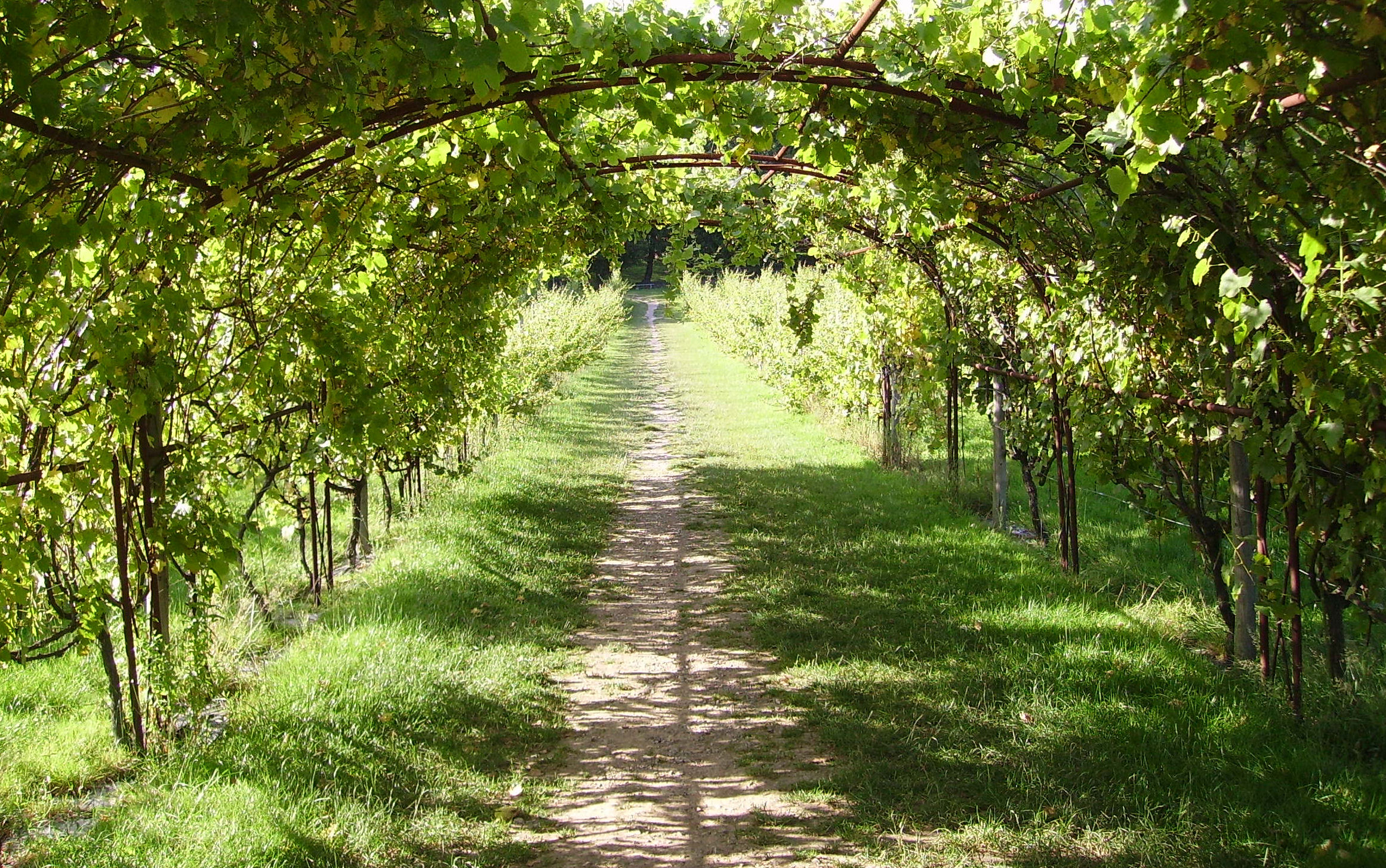
Pérgola con parra de uvas cerca de Grommbridge (Reino Unido).
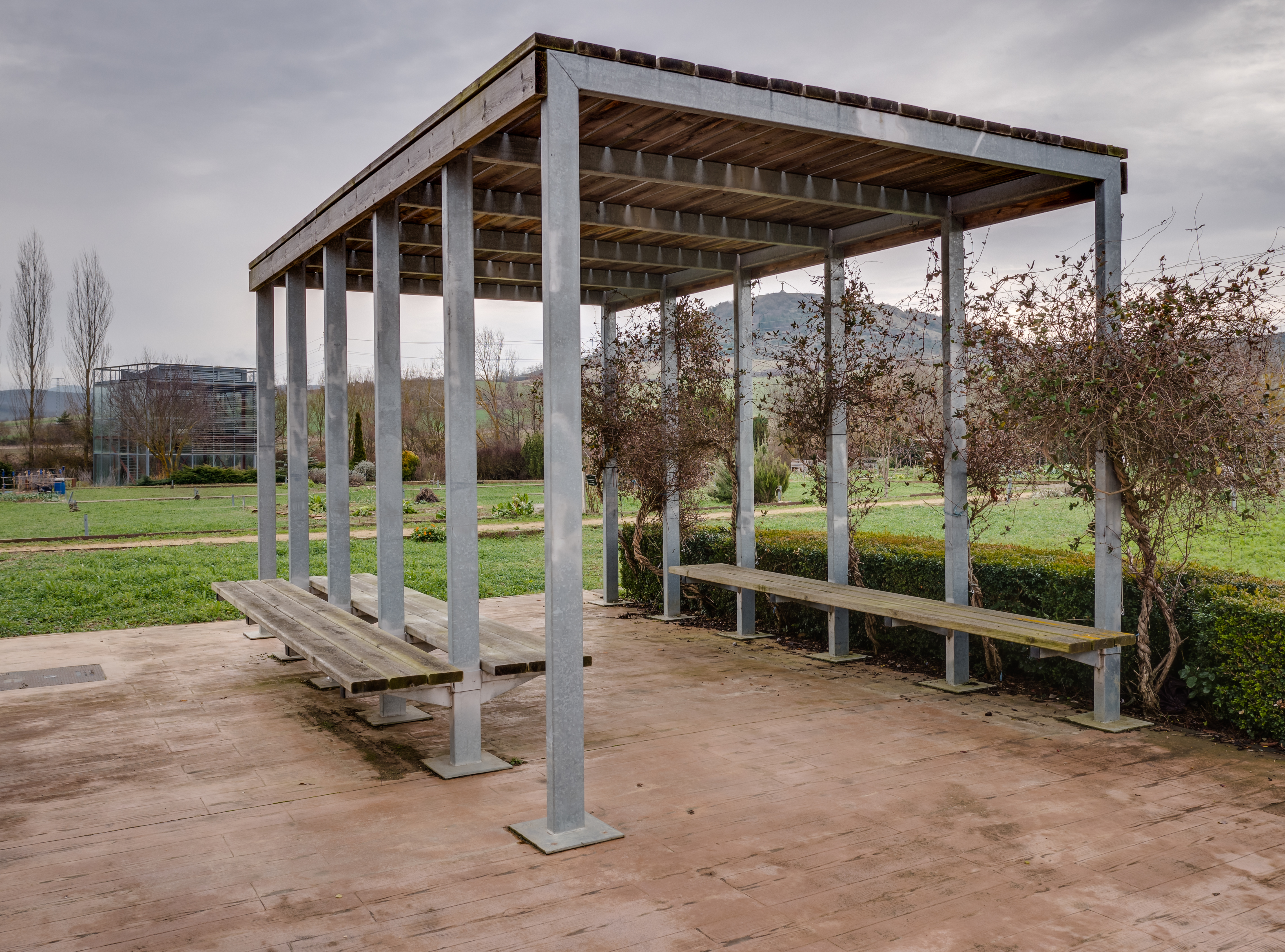
Pérgola en las Huertas de Olárizu, Vitoria

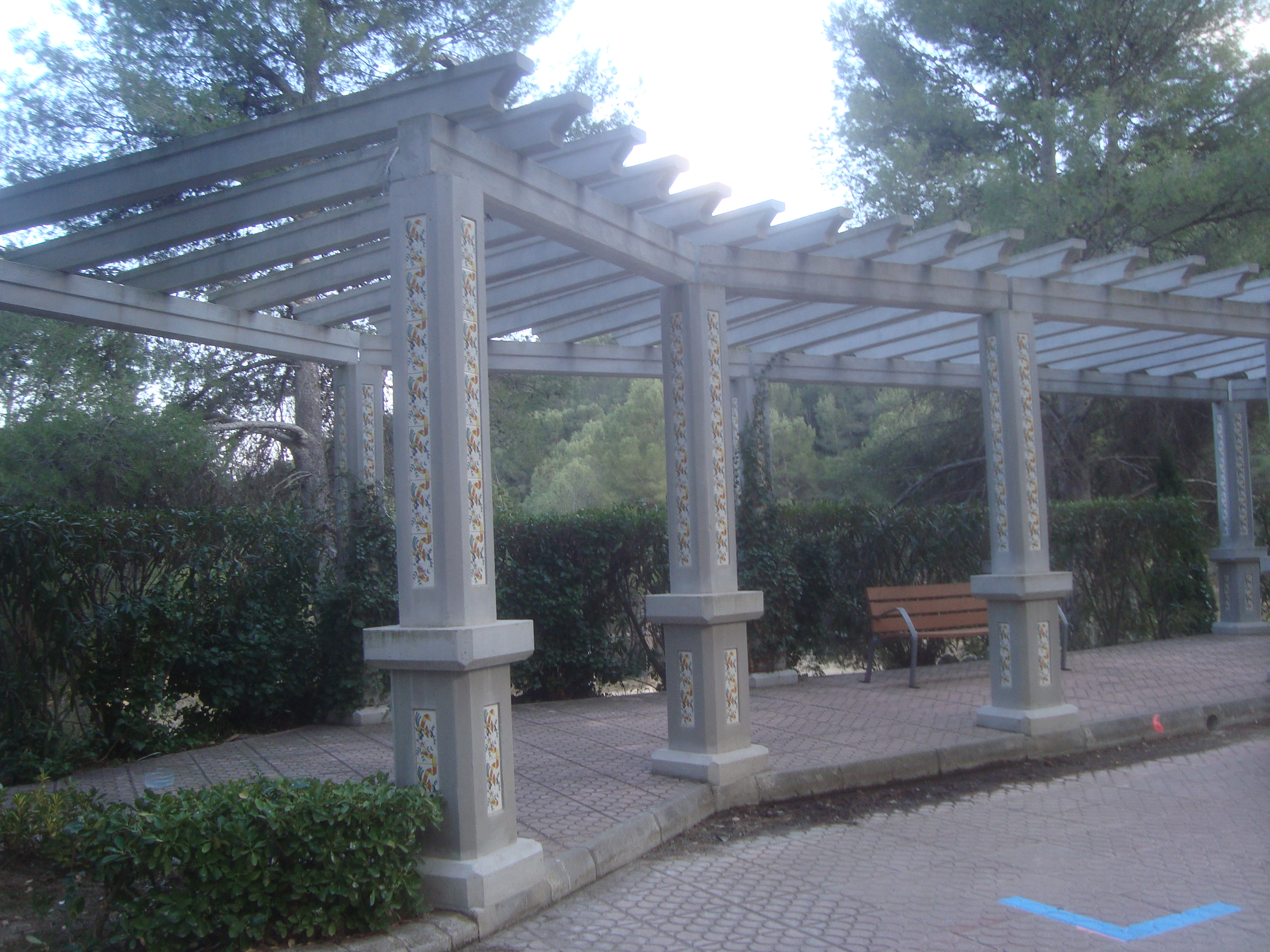
Pérgola (Alcora).

## Cenadores

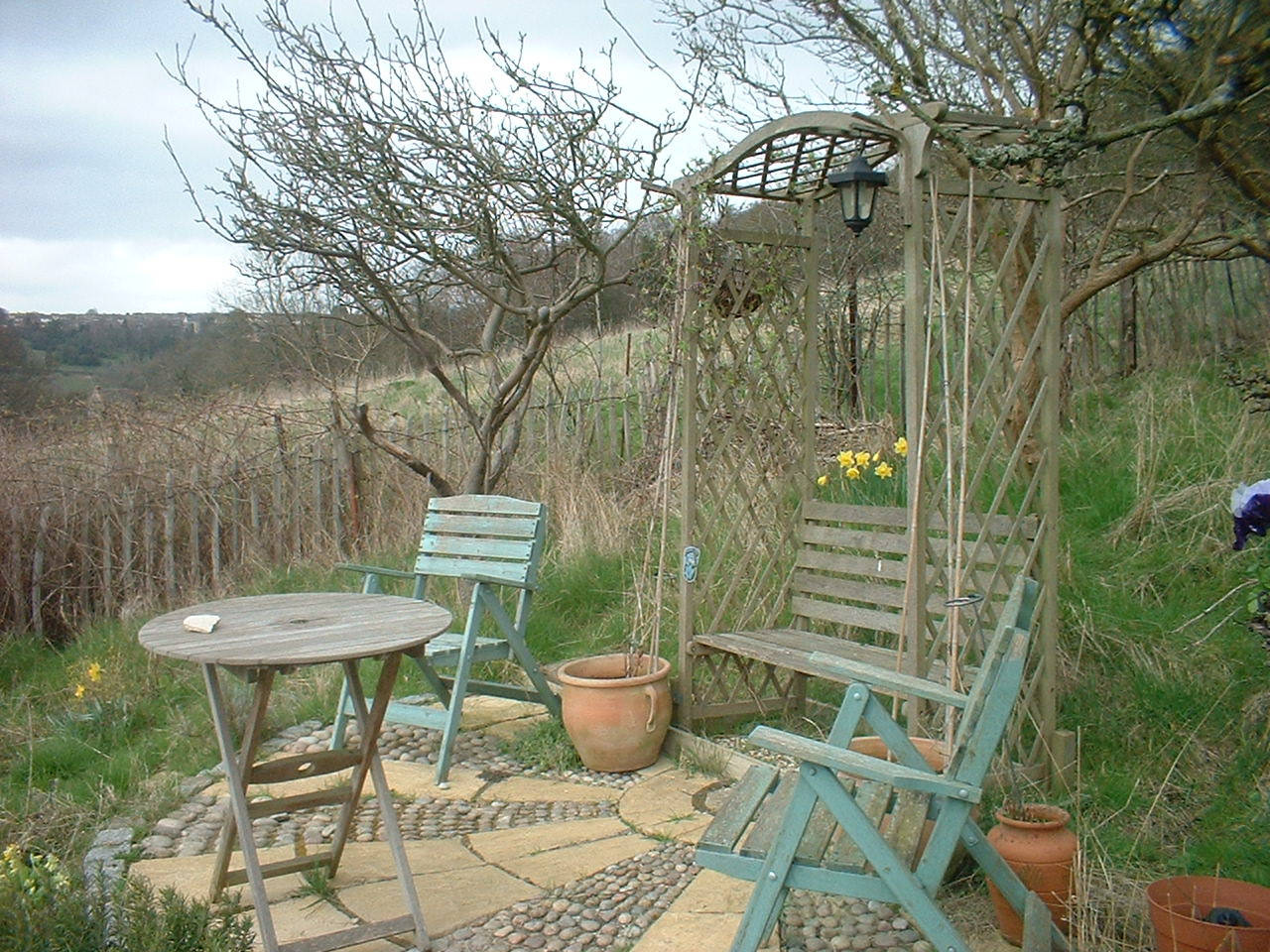
Cenador doméstico.

Un cenador es un elemento estructuralmente similar a una pérgola, pues está compuesto por cuatro o más postes que sostienen una techumbre que procura una zona sombría. Se diferencian de las anteriores principalmente en que la cubierta es completa e impermeable, protegiendo el espacio que hay debajo de la lluvia y no solo del sol. Frecuentemente, también se coloca un pavimento diferente al existente en el resto del espacio. Se diferencia de las pérgolas por el uso al que se destina: un cenador no es un elemento de paso, sino un elemento de estancia. A menudo en los cenadores se coloca mobiliario como sillas y mesas o incluso utillaje diverso (muebles y utensilios de cocina, mobiliario para conciertos, representaciones y otras actividades artísticas, juegos, etc.).
Dado su uso, los cenadores básicos formados por cuatro postes y una estructura de sombreo han dado paso a cenadores más elaborados. Hay evoluciones en la forma, así por ejemplo son frecuentes los cenadores alargados, formados por seis postes o los cenadores hexagonales y octogonales. En los muros, de la simple delimitación espacial que suponen los postes se puede llegar a estructuras completamente cerradas por paredes, que constituyen más una caseta clásica que un cenador, pasando por telas mosquiteras, cortinas, muros parciales realizados con celosías, etc. De los techos planos y formados únicamente por estructuras de sombreo (vigas, celosías, mallas) se ha pasado a los techos de construcción (con tejas de diferentes tipos) inclinados, a un agua o a dos aguas o incluso a cuatro aguas para las estructuras cuadradas y rectangulares y cónicos o piramidales con tantas aguas como vértices para los polígonos regulares. Y en el interior las infraestructuras pueden ser semejantes a las de una casa o local: iluminación, sonido, agua, sistemas de calefacción, etc.

## Espalderas
Una espaldera o celosía es una estructura plana formada por un enrejado más o menos tupido pero siempre abierto que da soporte a plantas trepadoras tales como hiedras, rosales, vides, etc. A menudo las celosías son usadas para cerrar o delimitar más el espacio de pérgolas y cenadores colocando las celosías entre los postes de estos elementos arquitectónicos para cerrarlos ya sea parcial o totalmente.